# القهوة السوداء (رواية)
القهوة السوداء (بالإنجليزية: Black Coffee) هي مسرحية كتبتها مؤلفة الخيال الجنائي البريطاني أجاثا كريستي (1890-1976) وعُرضت لأول مرة في عام 1930. وهي أول عمل أدبي لكريستي في المسرح وأطلقت مسيرتها المهنية الثانية الناجحة ككاتبة مسرحية.
في المسرحية، يكتشف أحد العلماء أن أحد أفراد عائلته قد سرق صيغة معادلة كيميائية لصناعة مواد متفجرة. استدعى العالم هرقل بوارو للتحقيق معه، لكنه قُتل فور وصول بوارو وهاستينغز والمفتش جاب.
في عام 1931، تحولت المسرحية الناجحة إلى فيلم. أعيد نشرها كرواية في المملكة المتحدة والولايات المتحدة في عام 1998 أي بعد 22 عامًا من وفاة كريستي من قبل المؤلف والناقد الموسيقي الكلاسيكي تشارلز أوزبورن وهو أسترالي المولد.

## نبذة قصيرة
شعر المخترع سير كلود أموري بغصة في حلقه حين سرقت المعادلة الخاصة باختراع المتفجرات الجديدة والتي سرقها شخص موجود في منزله بحث سير كلود عن حل سريع فأغلق الأبواب وأطفأ الأنوار ليسمح للسارق أن يخرج المعادلة في الظلام من دون توجيه الشكوك لأحد بعينه ولكن الظلام أسفر عن وفاة وتعين على هيركيول بوارو أن يحل لغز الخصوم الأسرية والعلاقات الماضية والضيوف المشتبه بهم ليجد القاتل ويمنع وقوع الكارثة.

## الشخصيات
- هيركيول بوارو
- الكابتن آرثر هستنغز
- رئيس المفتشين جيمس جاب
- السير كلود أموري
- ريتشارد أموري
- لوسيا أموري
- باربرا أموري
- إدوارد رينور
- الدكتور كاريلي

## الترجمة العربية
- القهوة السوداء جريمة قتل سير كلود اموري - مكتبة جرير.[1]
- الجريمة المزدوجة - عمر عبد العزيز أمين، دار ميوزيك للطبع والنشر. وتحمل الرواية الرقم (89) ضمن السلسلة.[2]